# Proteáza

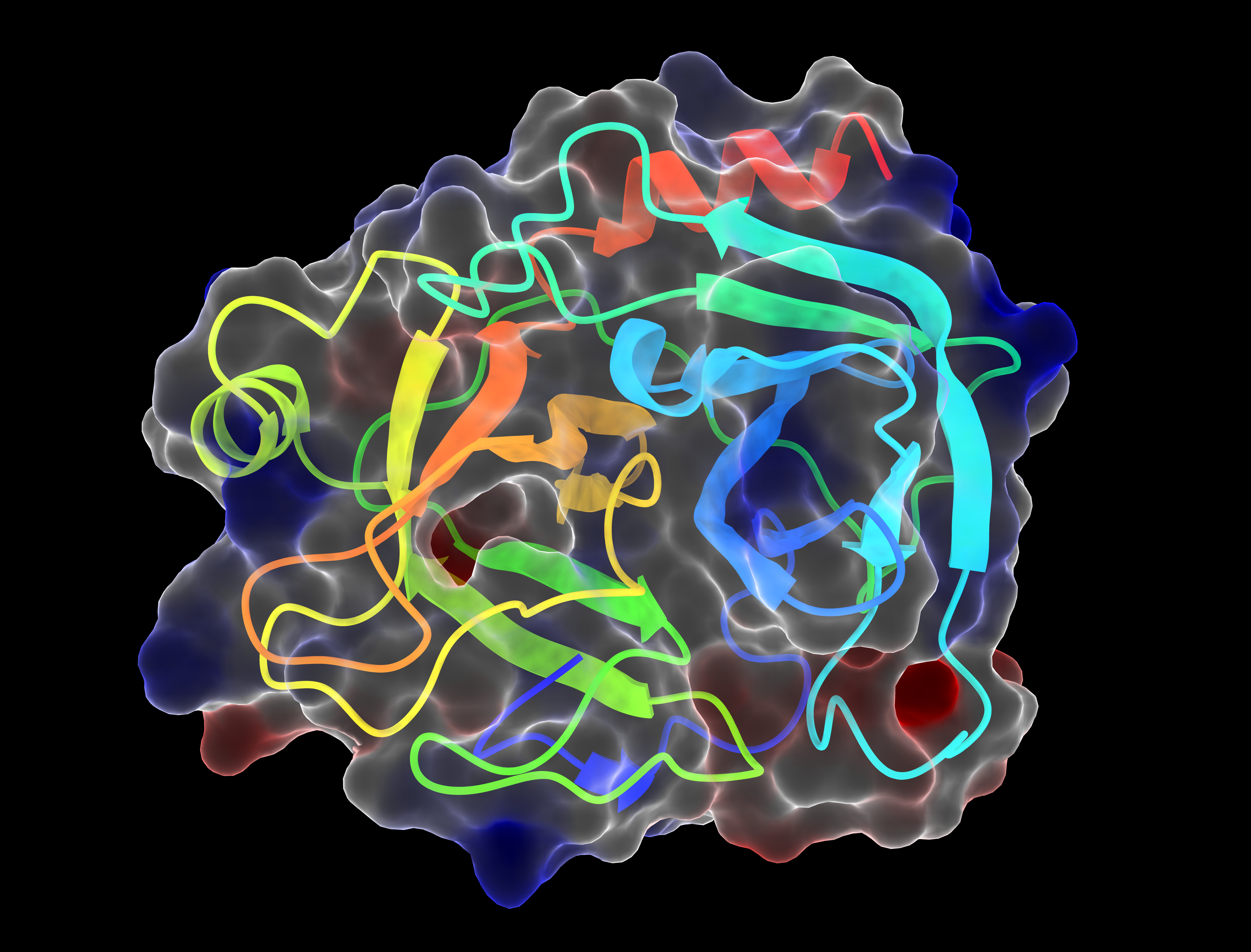
Trypsin - proteáza rozkládající bílkovinnou stravu ve dvanáctníku

Proteázy (též proteinázy či peptidázy) jsou enzymy, které patří do třídy hydroláz a štěpí bílkoviny (proteiny)  na menší fragmenty, peptidy nebo jednotlivé aminokyseliny. Hydrolyzují peptidické vazby aminokyselin, pomocí kterých aminokyseliny drží v peptidickém řetězci bílkovin. Je známo celkem 6 různých skupin proteáz. Proteázy lze nalézt ve všech formách života.
Proteázy jsou vlastně katalyzátory, které zvyšují reakční rychlost proteolýzy. Při této reakci se rozkládají proteiny na menší polypeptidy nebo jednotlivé aminokyseliny a zároveň dochází k tvorbě nových proteinových produktů. Proteázy se podílejí na mnoha biologických funkcích - trávení bílkovin z potravy, katabolismu bílkovin (rozpad nepotřebných nebo poškozených bílkovin) a na buněčné signalizaci.

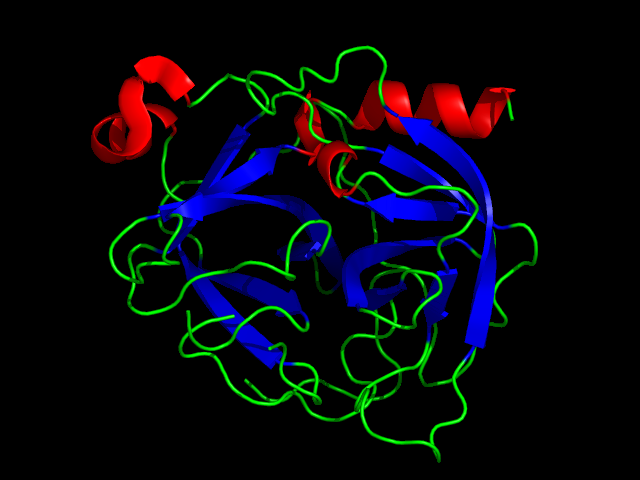
Chymotrypsin - proteáza rozkládající bílkovinnou stravu ve dvanáctníku

Proteázy patří z hlediska vývoje druhů organismů mezi velmi staré bílkoviny, které se vyvinuly už u primitivních organismů (archebakterií). Svědčí o tom fakt, že jejich proteolytický aparát je podobný proteazomům vyšších buněk. To, že proteázy vznikly v průběhu evoluce tak brzo a přetrvaly do naší doby, je rozhodně důkazem o jejich mimořádném fyziologickém významu.

## Klasifikace proteáz

### Skupiny podle místa štěpení bílkoviny
Podle místa štěpení bílkovin se dělí na endoproteázy, které hrají nejvýznamnější úlohu při ovlivňování chemických reakcí uvnitř organismu, a na méně četné exoproteázy:

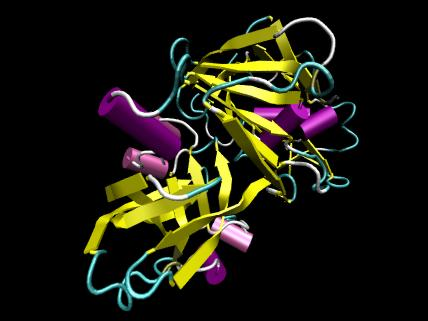
Pepsin - proteáza rozkládající bílkovinnou stravu v žaludku

- Endoproteázy štěpí bílkoviny uvnitř peptidického řetězce a narušují jeho terciární strukturu (například trypsin, chymotrypsin, pepsin)
- Exoproteázy odštěpují aminokyseliny od terminálních konců bílkovin (například karboxypeptidáza)

### Skupiny podle katalytických skupin

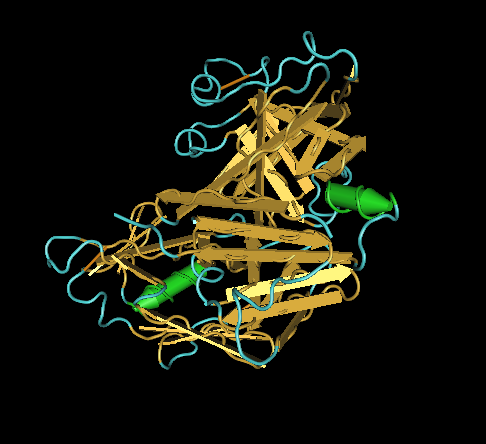
Renin - proteáza podílející se na vylučování vody a iontů v ledvinách

Endoproteázy se dělí podle katalytických skupin přítomných v místě působení proteázy na bílkovinu na šest skupin:
1. Cysteinové proteázy: katepsiny, calpainy, papain, cathepsin-Z-like proteáza
2. Serinové proteázy: chymotrypsin, trypsin, elastáza, trombin
3. Treoninové proteázy
4. Metaloproteázy
5. Glutamátové proteázy
6. Aspartátové proteázy: pepsin, chymosin, renin, katepsin D

### Skupiny podle optimálního pH
Alternativně mohou být proteázy klasifikovány podle optimálního pH, při kterém jsou aktivní:
- Alkalické proteázy (nebo bazické proteázy) - jsou aktivní při pH větším než 7
- Kyselé proteázy - jsou aktivní při pH menším než 7
- Neutrální proteázy - jsou aktivní při pH rovném 7

## Katalýza proteáz
Proteázy jsou vlastně katalyzátory, které zvyšují reakční rychlost proteolýzy. Katalýzy je dosaženo jedním ze dvou mechanismů:
- Proteázy aktivují molekulu vody, která provádí nukleofilní útok na peptidovou vazbu, aby ji hydrolyzovala (aspartátové, glutamové a metaloproteázy).
- Proteázy používají nukleofilní zbytek, který provádí nukleofilní útok. Nukleofilní zbytek kovalentně spojuje proteázu s bílkovinou a uvolňuje první polovinu produktu. Tento kovalentní meziprodukt acyl-enzymu je pak hydrolyzován aktivovanou vodou, aby dokončil katalýzu uvolněním druhé poloviny produktu a regenerací volného enzymu (serinové, threoninové a cysteinové proteázy).

## Funkce proteáz
Hlavní funkcí proteáz v organismu je štěpit bílkoviny. Při této reakci hydrolyzují peptidické vazby mezi aminokyselinami, které tvoří bílkovinu. Tato reakce má velký význam pro celou řadu relativně nesouvisejících procesů v organismech, které je schopna ovlivňovat.
K nejdůležitějším funkcím patří účast při zánětech, katabolismu (rozpad starých bílkovin) a apoptóze (programová buněčná smrt), tedy při mechanismech sloužících k eliminaci nepotřebných či poškozených buněk. Proteázy kontrolují koagulaci (srážlivost), některé neurofyziologické pochody, trávení bílkovinné potravy, ale i spojení spermie s vajíčkem.

## Výskyt proteáz
Proteázy jsou všudypřítomné, neboť se nacházejí ve všech tkáních a buňkách všech organismů. Rozlišují se podle místa působení na  intracelulární a extracelulární.
Intracelulární proteázy provádějí širokou škálu úkolů v buňkách a regulují tak obsah bílkovin v buňce. Pokud již bílkoviny nejsou potřebné nebo jsou poškozené, jsou rozkládány proteázami v lyzozomech.
Extracelulárně vylučované proteázy se nacházejí hlavně v zažívacím traktu, kde katalyzují hydrolytické štěpení potravy. Nacházejí se však také v jiných extracelulárních tekutinách, kde plní vysoce specifické úkoly, jako jsou proteázy systému koagulace krve, komplementového nebo fibrinolytického systému.

## Proteázy jako lék
Proteázy se uplatňují při léčbě metabolického syndromu, který souvisí s koagulačním a zánětlivým stavem organismu. Pozitivní terapeutický vliv perorálně podávaných proteáz na zánět je znám již od poloviny 20. století a dále se zkoumá. Některé proteázy se tak používají při zánětlivých onemocněních nebo při hojení ran.
Proteázy a další enzymy mohou být také v detergentech, aby zvýšily jejich účinnost při rozkladu znečisťujících látek.